# Caladinho
Caladinho é um bairro do município brasileiro de Coronel Fabriciano, no interior do estado de Minas Gerais. Localiza-se no distrito-sede, estando situado no Setor 2. Segundo o censo demográfico de 2022, realizado pelo Instituto Brasileiro de Geografia e Estatística (IBGE), sua população era de 4 939 habitantes e havia 1 786 domicílios particulares permanentes ocupados.
De acordo com o IBGE, em 2010 a população era de 5 458 habitantes e havia 1 742 domicílios particulares.
A área e a população incluem os vizinhos Barbosa e Pedreira, que não constam como bairros independentes segundo o IBGE em 2010 e o sistema de geoprocessamento da administração municipal em 2020.

## História e descrição
O bairro foi criado em 1960, após a área ser loteada pelo seu antigo proprietário, José Maria Rolim. O nome recebido pela localidade homenageia o ribeirão Caladinho, que, por sua vez, tem sua denominação em referência ao primeiro nome da cidade (Calado). Constitui uma das principais regiões comerciais de Coronel Fabriciano fora da área central, após ocorrer um grande crescimento do comércio da área a partir da década de 1990.
Segundo o IBGE, o bairro possui duas áreas consideradas como favelas e comunidades urbanas, que são o Alto Caladinho (com 640 habitantes em 2022) e o Pedreira (981 moradores). Os topônimos "Caladinho de Baixo", "Caladinho do Meio" e "Caladinho de Cima" também são popularmente utilizados para se referir à região que inclui o bairro Caladinho e os bairros próximos. O bairro Universitário, por exemplo, é por vezes chamado de Caladinho do Meio, o Aparecida do Norte de Caladinho de Baixo e a região dos bairros Barbosa e Pedreira é conhecida como Caladinho de Cima.
Neste bairro está localizada a Igreja Nossa Senhora de Fátima, sede da Paróquia Nossa Senhora de Fátima, desmembrada da Paróquia São Sebastião em 9 de maio de 2021.

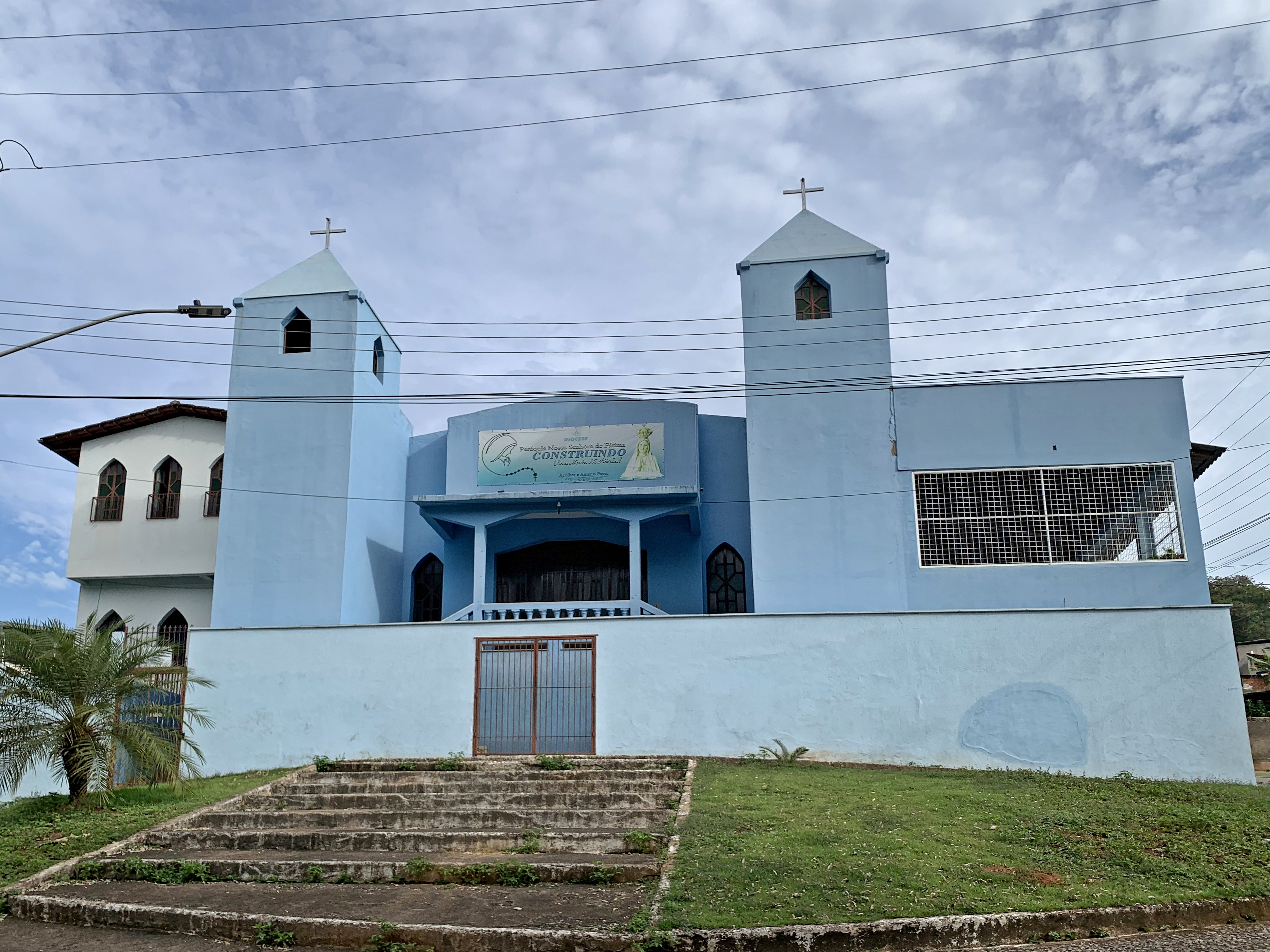
Fachada da Igreja Nossa Senhora de Fátima, sede da Paróquia Nossa Senhora de Fátima.
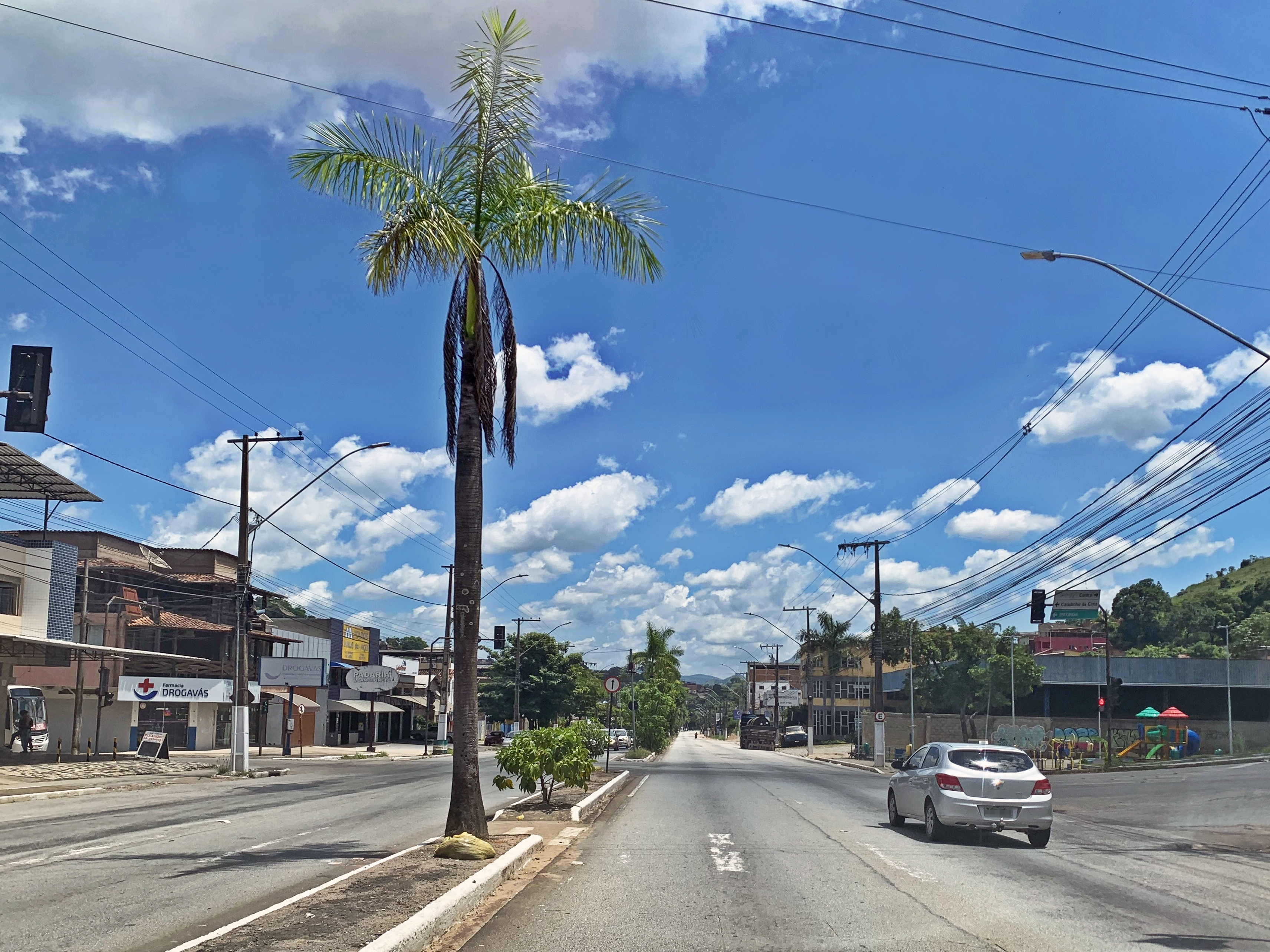
Trecho da Avenida Tancredo Neves no Caladinho
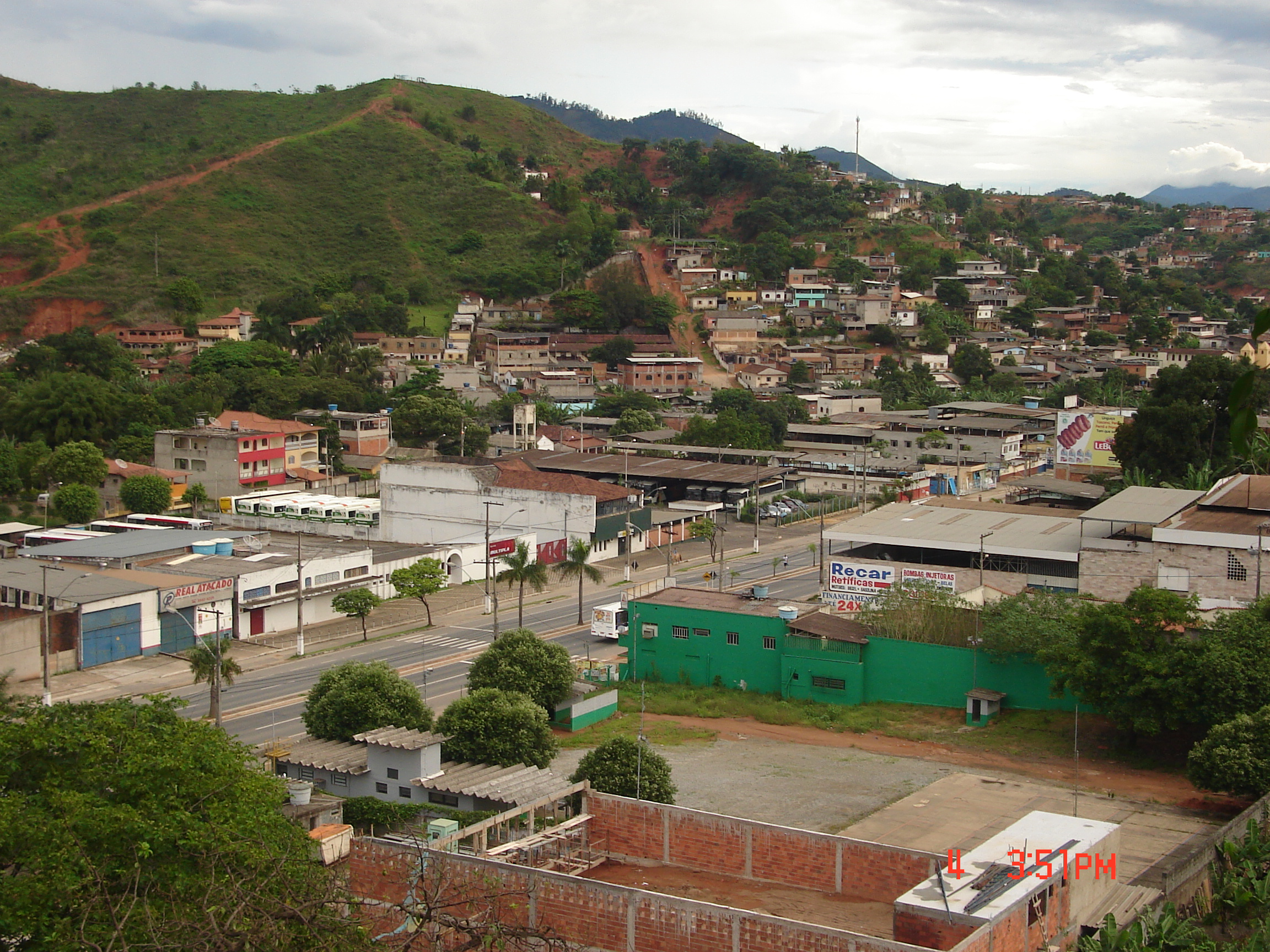
Avenida Tancredo Neves no Caladinho